# Islandsk hest
Den islandske hest er efterkommer af de ponyer og heste, vikingerne havde med sig, da de bosatte sig på Island i niende og tiende århundrede. De medbragte heste var forskellige i udseende og farver, hvilket forklarer den store farvevariation i den islandske race. Det barske klima på Island formede igennem tiderne hesten til en kompakt, nøjsom og hårdfør race. Befolkningen på Island har været helt afhængige af hesten til transport og som arbejds- og slagtedyr. Omkring 1920 påbegyndtes en stambog over hestene i Island. Efter anden verdenskrig vandt jeep og traktorer frem og overtog store dele af hestenes arbejde. Hestene bruges i dag, når får eller mere eller mindre vilde hesteflokke skal drives sammen. De bruges også som slagtedyr. I andre lande bruges de mest til konkurrence og tur-ridning og er noget af det, Island er mest kendt for rundt om i verden. Islænderen tilhører ikke kategorien pony, på trods af den mindre størrelse.[kilde mangler]

## Udbredelse i Europa
Også i Europa har den islandske hest været arbejdsdyr. Islændingene eksporterede i slutningen af 1800-tallet en del heste. I England og Polen fungerede de især som trækdyr i minerne. I Sverige og Danmark blev de brugt i landbruget. De fleste blev importeret som helt unge. Det var billige trækdyr til husmandsbrug, men nogle blev også brugt som rideheste til børn. 
Mange tror, at den islandske hest er en pony, men den er registreret som hest. 
Personer over 16 år må gerne deltage i stævne på den, så selvom den kun er 140 centimeter i stangmål, er den en hest. Det er kun ved islandske heste, denne undtagelse finder sted. 
I Europa vidste de færreste, at en islandsk hest først bør rides til i en alder af fem år. De fleste andre heste kan tilrides i en alder af tre år. Hestene var heller ikke vant til at komme ind i en stald; på Island gik de ude hele året.
I Danmark standsede importen helt i 1939, da 2. verdenskrig brød ud. Da behovet for heste i landbruget fortsat faldt, og der næsten ikke var avl af islændere i Danmark, var bestanden stort set forsvundet omkring 1960.

## De islandske heste i dag
I 1950'erne var der ikke brug for så mange heste på Island længere, og mange heste blev slagtet. Det var tyskerne, der "genopdagede" den islandske hest uden for lavaøen. I 1954 blev der solgt en del føl og ungheste til Tyskland for at redde dem fra slagteriet. De viste sig at være gode og sjove rideheste, og ejerne begyndte at avle på dem. I de følgende år kom hesten til Østrig, Schweiz og Holland. I løbet af de sidste par år har lande som USA og Canada så småt fået øjnene op for den islandske hest. Aktiviteter i disse lande afhænger dog stadig i høj grad af enkeltpersoner.
I 1961 importerede Gunnar og Marit Jonsson to islandske heste fra Island til Danmark. I modsætning til importen før krigen, drejede det sig her om rigtige tilredne rideheste. I de følgende år kom enkelte heste til landet, og i 1967 var den samlede bestand 19 rideheste og otte unghopper.
I begyndelsen blev de betragtet med nogen overbærenhed, men i 1967 blev tronfølgeren, prinsesse Margrethe gift, og Island forærede brudeparret to islandske hopper i bryllupsgave. Det blev et vendepunkt. Når den kommende dronning kunne ride på dem, så kunne alle tage dem alvorligt.
Året efter blev Dansk Islandshesteforening stiftet, og siden er det kun gået fremad. Hestens gode egenskaber har gjort den stadig mere populær overalt i landet. Der er nu omkring 25.000 islandske heste i Danmark.
Islandske heste en solid eksportvare for Island, men for at undgå smitte med sygdom fra udlandet og for at holde racen "ren", må en hest, som først har forladt Island, aldrig vende tilbage.

## Gangarter og avlsmål
De islandske heste er kendte for deres særlige gangarter. Andre heste behersker skridt, trav og galop. De islandske heste kan derudover tölt og pas. De fleste heste kan tölt, og disse heste kaldes 4-gængere, da de behersker fire gangarter. Heste, som behersker både tölt og pas, kaldes for 5-gængere. En islandsk hest, som kan gå pas, kan også gå tölt. Derimod kan en islandsk hest, der kan gå tölt, ikke nødvendigvis gå pas.
Det er forskelligt fra hest til hest, hvor godt de behersker gangarterne. Det er også forskelligt, hvor tilbøjelig den enkelte hest er til at slå over i en bestemt gangart. Nogle heste vil helst trave, men kan rides i tölt. Andre tölter helst og har sværere ved at trave. 
Det tilstræbes at avle heste, der behersker alle fem gangarter sikkert – og adskilt fra hinanden. Jo mere adskilte de fire eller fem gangarter er, des bedre. Det ønskes ikke, at hestene går "grise-pas", som er en blanding af tölt og pas.
Tölten er den islandske hests mest populære gangart. Der er tale om en firtaktet gangart, der giver rytteren et meget behageligt sæde og er ideel til ridning over større afstande, som hesten oprindelig blev brugt til. Derudover er tölt en smuk gangart, hvor hesten bærer sig naturligt, velrejst og stolt. Heste, der naturligt tager lange skridt og løfter benene højt over jorden, er velkomne i avlen.
Islænderen er først og fremmest en brugshest. Ved avlsarbejdet lægges især vægt på gode rideegenskaber. Hesten skal have adskilte gangarter og et stærkt temperament. Der gives en særlig karakter for vilje og sind, og den har stor vægt i den samlede ridebedømmelse. Ingen vil med andre ord avle dovne heste, men avlerne sætter pris på villighed og arbejdsglæde.
Den islandske hest er blevet en anelse større og er nu typisk mellem 135 og 145 centimeter i stangmål. Det er ikke stort i forhold til andre hesteracer, men den islandske hest kan sagtens bære en voksen rytter. 
Det tilstræbes at avle heste med gode proportioner, en lang og smidig hals og stærke ben. Det er et plus, hvis hesten har lang og kraftig man, hale og hovskæg, og der er forbud mod at klippe det ved deltagelse i konkurrencer. 
Alle farver er tilladte – variation i farven er faktisk ønsket.
Islandske heste avles i lukkede stambøger, der skal kunne føres tilbage til Island. Der er ikke kommet nyt blod i de islandske heste siden 1240. En islandsk hest skal have et islandsk navn, ofte opkaldt efter islandske sprog for farve og sind. Det kan også være navne fra den nordiske mytologi og Islands natur. Eksempler: Grasa, der betyder grå hoppe; Teitur, der betyder den glade, eller Frosteykur, der betyder frosttåge.

## I konkurrence
Igennem de sidste 30 år er der sket meget inden for islandshestesporten. Der er rideklubber og foreninger i så mange lande, at der ud over landsstævner holdes verdensmesterskab, nordisk mesterskab og europæisk mesterskab, hvor der blandt andet dystes i hestenes gangarter.
Et mesterskab er på en måde delt i to dele – avlen og sporten. Sporten er den mest tilskuervenlige del. Her kan man stille op i 4-gang, 5-gang, tölt eller pasklasser. I 4- og 5-gang viser rytter og hest gangarterne. Tølt fungerer på samme måde, hvor man har langsom, middel og hurtig tölt. 
Pas foregår på en lang, lige bane, hvor man i nogle af klasserne dyster om at ride på den hurtigste tid, og i en anden klasse bliver bedømt på kvaliteten af pasgangarten, opstarten og nedtagningen. 
Til stævner på lavere niveau, rider man med to til tre ryttere på banen i 4- og 5-gang samt tølt-klasserne, men viser de samme opgavedele og bedømmes på samme måde. 
I avlen bedømmes hesten også på rideegenskaber, men her kommer hestens bygning også ind i billedet. Dommerne vurderer her ting som  hals, hoved, man og hale og hovkvalitet. I den samlede vurdering vægter rideegenskaber 60 % og bygningen 40 %.